# Eupithecia exalbidata
Eupithecia exalbidata är en fjärilsart som beskrevs av Otto Staudinger 1901. Eupithecia exalbidata ingår i släktet Eupithecia och familjen mätare. Inga underarter finns listade i Catalogue of Life.